# Gastagölen
Gastagölen är en sjö i Sävsjö kommun i Småland och ingår i Lagans huvudavrinningsområde. Sjön är 2,8 meter djup, har en yta på 0,012 kvadratkilometer och är belägen 225 meter över havet.